# Dornavátra
Dornavátra (románul Vatra Dornei, németül Dorna Watra) város Suceava megyében, Bukovinában, Romániában.

## Fekvése
A megye délnyugati részén helyezkedik el, a Radnai-havasok, Besztercei-havasok, Kelemen-havasok, Gyamaló és az Obcsinák hegységekkel övezve.
A megyeszékhelytől, Szucsávától 104 km-re, Moldvahosszúmezőtől 40 km-re, Besztercétől pedig 85 km-re található; a Aranyos-Beszterce és a Dorna folyók egyesülésénél.

## Történelem
A legendák szerint, Dragoş moldvai vajda beleszeretett egy Dorina nevű pásztorlányba, akit egy vadászat során tévedésből megölt, a vajda a lány emlékének adózva parancsot adott egy új település alapítására, melyet a lányról nevezett el.
A város körül található ásványvízforrásokat már az 1750-es években felfedezték a pásztorok, ezeket „burcut”-aknak nevezték el (a magyar borkút, borvíz szóból).
1775-ben osztrák fennhatóság alá került.
1805-ben, egy osztrák orvos, Ignatziu Plusch, vizsgálta a forrásokat, és azt tanácsolta a Bécsi udvarnak, hogy érdemes lenne egy üdülőközpontot építeni ezek köré, 1811-re ez el is készült, öt fürdőkabint foglalt magába, az ásványvizet egy csőrendszer és egy vízátemelő rendszer szállította az üdülőbe. 1870-ben újabb 20 fürdőkabint építettek hozzá. Az ezt követő évtizedekben folyamatosan fejlődött az üdülőhely, a 15 már meglévő forrás mellé újabbakat tártak fel, ilyen a Sentinela forrás (régi nevei: Falkenhein, Augusztus 23). A 19. század végén az üdülőközpontot a Román Egyházi Alap vette meg.
1886-ban Ferenc József engedélyt és anyagi támogatást adott a település fejlesztésére, ekkor építették a Községi Palotát, a Nemzeti Palotát, a vasútállomást a városban és a fürdő mellett is egyet, a város akkori főterén található katolikus és zsidó templomot, elemi iskolát. Városi rangját 1907-ben kapta.
Az első világháború során a város és a fürdő nagy része megsemmisült, a háború után Bukovinát Romániához csatolták. Az újjáépítési munkálatok a két világháború között nagyon lassan és nehezen mentek, mivel az egyház, amely még mindig a fürdő tulajdonosa volt, minimális befektetést hajtott végre.
A második világháborúban, 1943-ban és 1944-ben a front több alkalommal is a városon vezetett keresztül, újbóli jelentős károkat okozva a városban.
1945-ben a fürdőt államosították, ezt követően felújították.

## Népesség
A város népességének alakulása:
- 1930 – 9826 lakos
- 1948 – 7078 lakos
- 1956 – 10 822 lakos
- 1966 – 13 815 lakos
- 1977 – 15 873 lakos
- 1992 – 18 488 lakos
- 2002 – 16 321 lakos

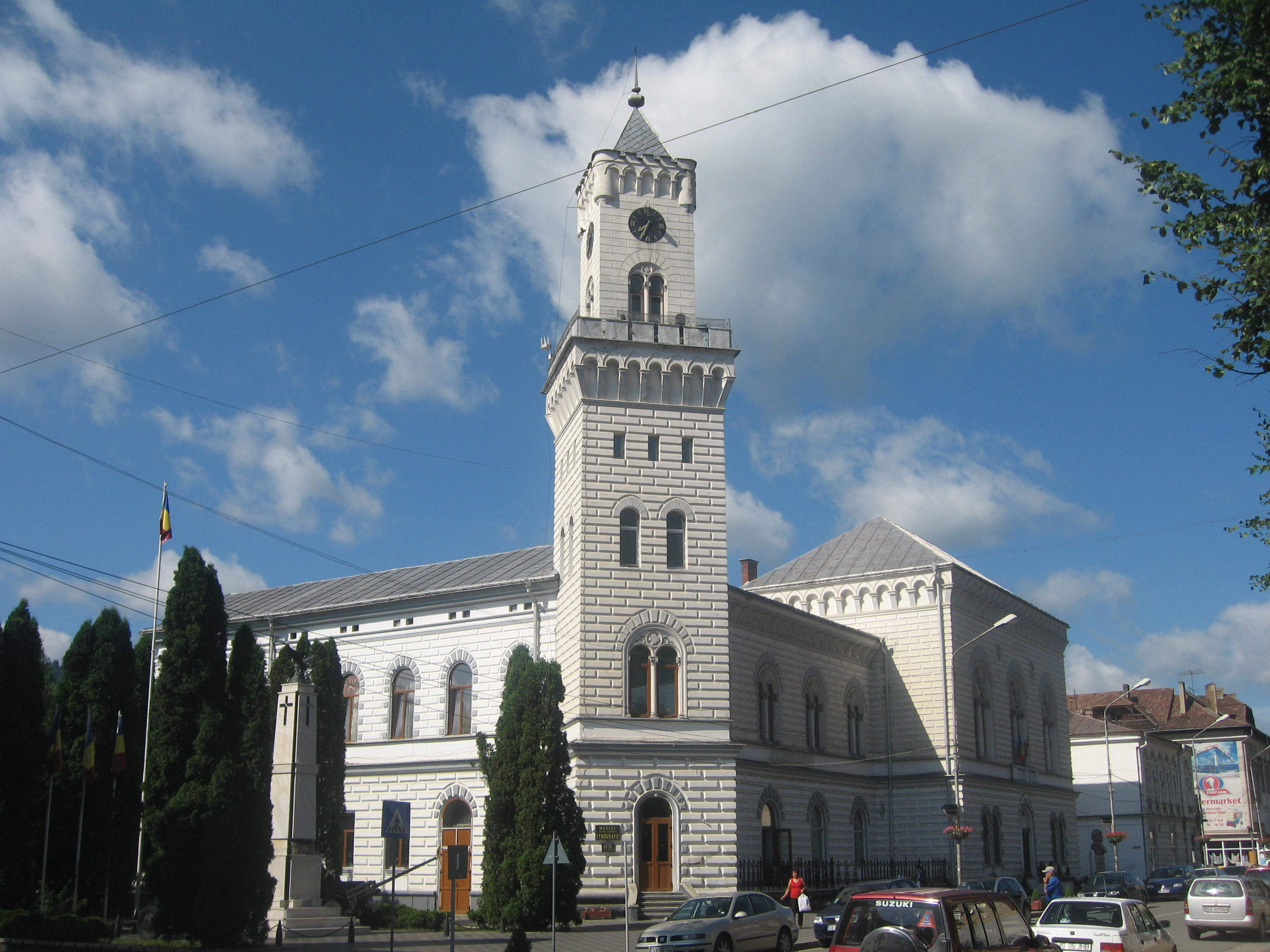
A városháza

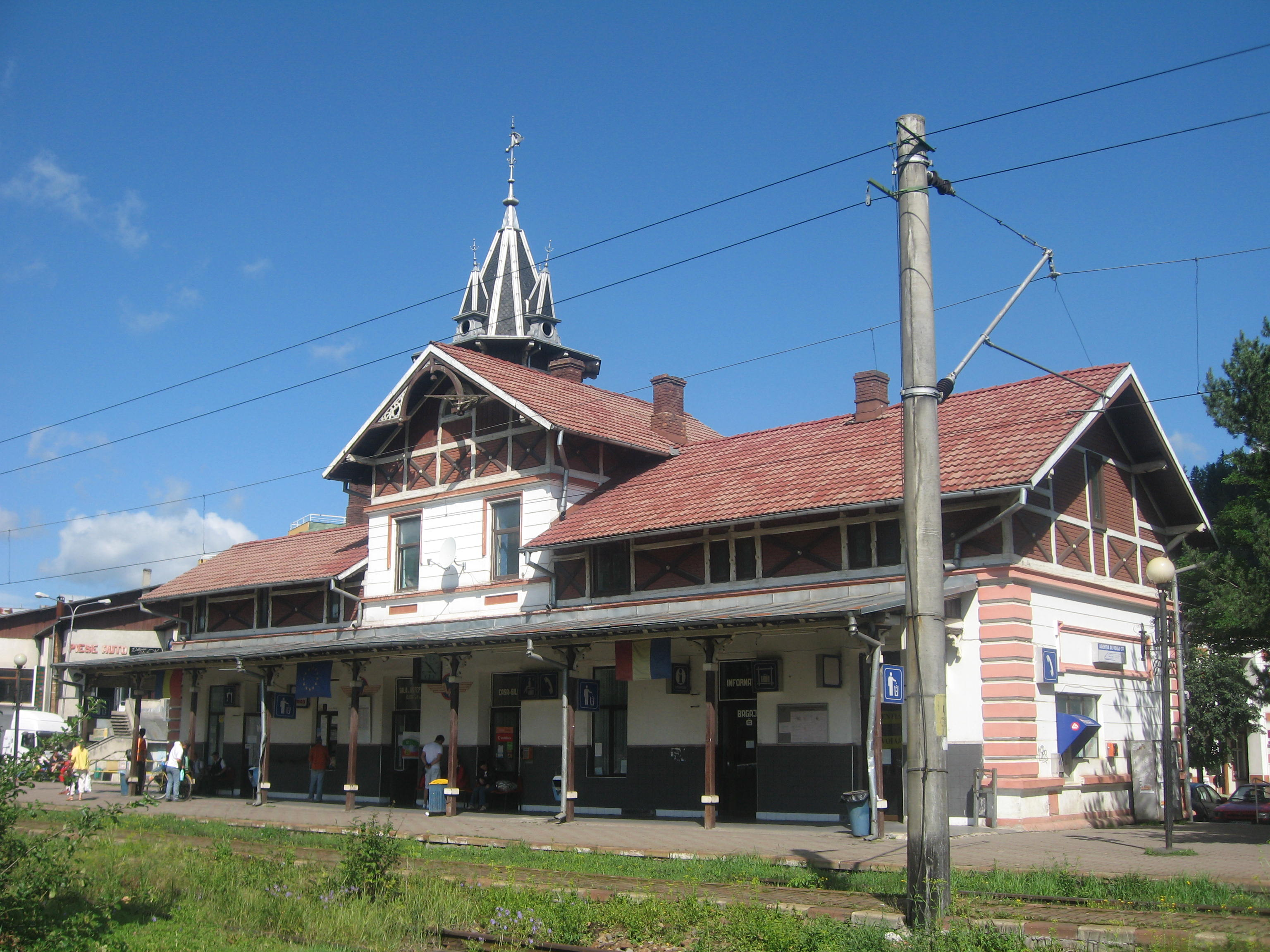
A vasútállomás

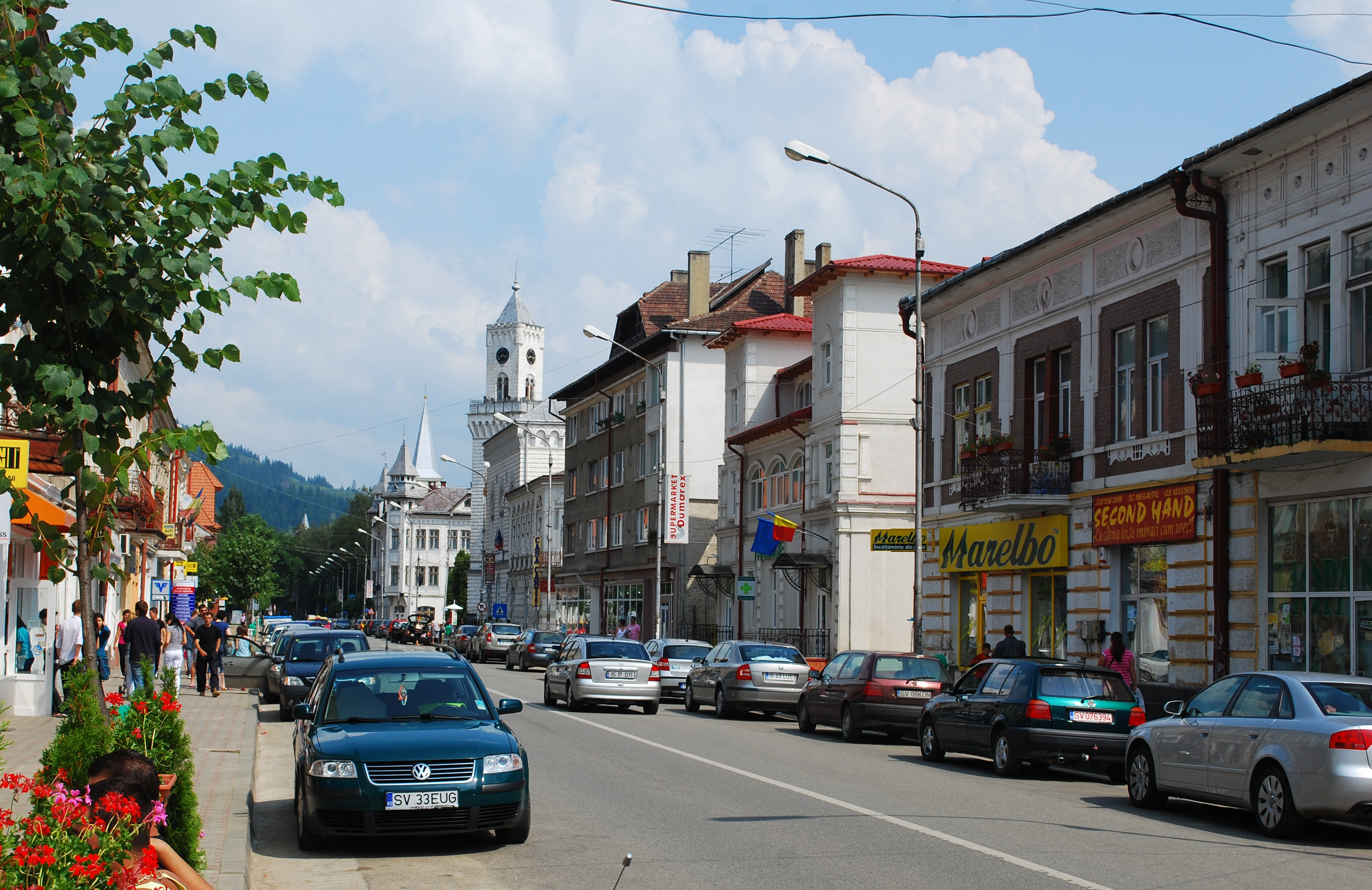
Utcakép

A lakosság etnikai megoszlása a 2002-es népszámlálási adatok alapján:
- Románok: 16 012 (98,10%)
- Németek: 109 (0,66%)
- Magyarok: 95 (0,58%)
- Romák: 54 (0,33%)
- Ukránok: 22 (0,13%)
- Zsidók: 10 (0,06%)
- Lengyelek: 9 (0,05%)
- Törökök: 3 (0,01%)
- Lipovánok: 2 (0,01%)
- Tatárok: 1 (0,0%)
- Csehek: 1 (0,0%)
- Olaszok: 1 (0,0%)
- Más etnikumúak: 2 (0,01%)

A lakosság 94,19%-a ortodox (15 374 lakos), 2,57%-a katolikus (421 lakos) vallású.

## Látnivalók
- Bukovinai Etnográfiai Múzeum
- Természettudományi és Vadász Múzeum
- Kaszinó
- A Keleti-Kárpátok érintetlen hegységei (Radnai-havasok, Besztercei-havasok, Kelemen-havasok, Gyamaló, Obcsinák)
- A város körül kialakított sípályák
- A többször felújított és átépített ásványvizes fürdők
- A 19. század végén épített római katolikus templom és zsidó zsinagóga
- „Nasterea Maicii Domnului” ortodox templom
- „Sfintii Trei Ierarhi” ortodox katedrális

## Gazdaság
Fontos turisztikai központ, köszönhetően a város körül elhelyezkedő vadregényes havasoknak, és az itt található számos gyógyforrásnak és ásványvízforrásnak.
Jelentős a város faipara, élelmiszeripara (itt készítik a „Dorna” és a „Bucovina” palackozott ásványvizeket).